# Венечник обыкновенный
Венечник лилиаго, или Антерикум обыкновенный (лат. Anthericum liliago) — вид многолетних травянистых растений рода Венечник (Anthericum) семейства Спаржевые (Asparagaceae).

## Ботаническое описание

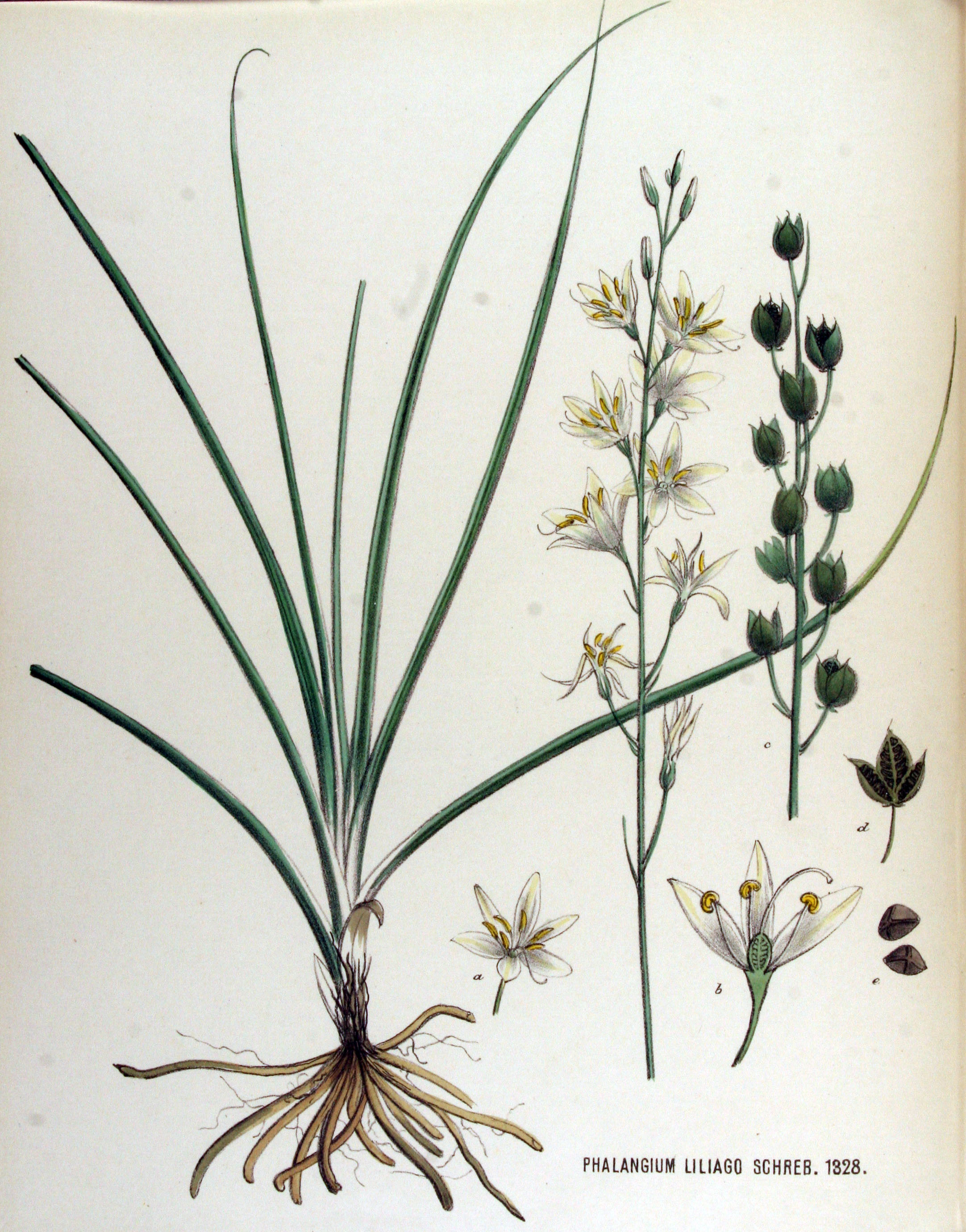
Венечник лилиаго.

Многолетнее травянистое растение, до 60 см высотой. Листья узколинейные, 3—5 мм шириной, до 40 см длиной.
Цветки белые, до 3—4 см в диаметре, собраны по 10—20 в кистевидное соцветие. Цветоножки короткие, с сочленениями; прицветники ланцетные, плёнчатые. Тычинки короче листочков околоцветника, прикреплены к их основанию; пыльца золотисто-жёлтая.
Цветение в первой половине лета.

## Распространение
Встречается в Западной Европе, Малой Азии и Северной Африке.

## Хозяйственное значение и применение
Декоративное растение. Первое упоминание об использовании в культуре датируется 1596 годом.